# 馬克思菲爾德·派黎胥
馬克思菲爾德·派黎胥（Maxfield Parrish，1870年7月25日—1966年3月30日）是活躍於20世紀上半葉的美國畫家和插畫家。他以其獨特的飽和色調和理想化的新古典主義意象而聞名。

## 簡介
派黎胥生於賓夕法尼亞州費城，本名為弗雷德里克·派黎胥（Frederick Parish），他使用了他祖母娘家姓氏馬克思菲爾德（Maxfield）作為中間名和筆名。
他從小就展現出繪畫天賦，1884年至1886年間隨著父母遊歷歐洲，1888年在哈弗福德學院學習建築，1892年至1895年就讀於賓夕法尼亞美術學院。畢業後，他與父親在馬薩諸塞州安尼斯開設了一家工作室。一年後，他加入了德雷塞爾藝術、科學和工業協會（現為德雷塞爾大學）。著名插畫家霍華德派爾是那裡的老師，後來派爾的弟子被稱為「布蘭迪萬學派」。
他開始從事商業藝術領域的工作，1895年他的作品發表在各雜誌，並於1897年為L. Frank Baum的男孩書籍繪製插圖。他成為19世紀下半葉「插畫黃金時代」的插畫家之一。1900年他加入美國藝術家協會。